# Trebinjë
Trebinjë è una frazione del comune di Pogradec in Albania (prefettura di Coriza).
Fino alla riforma amministrativa del 2015 era comune autonomo, dopo la riforma è stato accorpato, insieme agli ex-comuni di Buçimas, Çërravë, Dardhas, Pogradec, Proptisht, Velçan e Udenisht a costituire la municipalità di Pogradec.

## Località
Il comune era formato dall'insieme delle seguenti località:
- Trebinje
- Cezme e Madhe
- Cezme e Vogel
- Hondisht
- Selce e Siperme
- Llenge
- Plenisht
- Hoshtece
- Zemce
- Potgozhan
- Maline
- Kalivac
- Pevelan
- Dunice
- Guri i Bardh